# 氰乙酸乙酯
氰乙酸乙酯（英語：Ethyl cyanoacetate）是一种有机化合物，化学式为C4H5NO2，带有一个腈官能团和酯官能团，常温下为无色液体，有令人愉快的气味，密度1.063 g·cm−3（25 °C），溶解度2 g（20 °C）。这种化合物可由氰乙酸与乙醇酯化反应或者氯乙酸乙酯发生氰化反应来制备，由于具有多种官能团和化学反应性，可用作合成的起始材料。